# راسل مارتین (بازیکن فوتبال)
راسل کنت الکساندر مارتین (انگلیسی: Russell Kenneth Alexander Martin؛ زادهٔ ۴ ژانویهٔ ۱۹۸۶) بازیکن سابق فوتبال و مربی کنونی اهل بریتانیا است.